# Tommaso da Tolentino
Tommaso da Tolentino (Tolentino, 1260 circa – Thane, 9 aprile 1321) fu un sacerdote missionario dell'Ordine dei frati minori, martire in India. Fu beatificato, per equipollenza, da papa Leone XIII nel 1894.

## Biografia
Nato a Tolentino, entrò nell'ordine francescano attorno al 1275. Intorno al 1287, insorse insieme ad altri confratelli contro gli abusi della professione minoritica di raccogliere denari in chiesa, di abbandonare i conventini per costruirne di sontuosi. Imprigionato come seguace di Angelo Clareno, con quest'ultimo ed altri confratelli fu fatto liberare da Raimondo Gaufridi, appena dopo l'elezione a Generale in Rieti, nel 1289.
Continuando i dissidi, qualche tempo dopo il 1289, per sottrarlo alle vessazioni fu inviato con Angelo Clareno, fra Marco da Montelupone, Angelo da Tolentino e Pietro da Macerata come missionario nella Piccola Armenia (o Regno armeno di Cilicia) dato che Re Aitone II d'Armenia aveva fatto richiesta di alcuni religiosi. Il Re desiderava alcuni santi frati, che guidassero spiritualmente tutta la nazione. Raimondo gli inviò proprio quei frati che aveva appena tratto fuori dal carcere. 
In Armenia i missionari svolsero una fruttuosa opera apostolica e pastorale molto apprezzata dal papa Niccolò IV in momenti delicati della sua azione organizzatrice in quel Regno e in Terrasanta. Giudicati molto positivamente dal re Aitone.
La forte pressione dei Saraceni ai confini del suo regno, spinse il re Aitone ad inviare i confratelli, Tommaso da Tolentino, Marco da Montelupone e Angelo da Tolentino, come ambasciatori al papa Niccolò IV e ai re di Francia e di Inghilterra a supplicare un sostegno. Giunsero in Italia verso la fine del 1291. Il 23 gennaio 1292 furono ad Avignone, il 25 maggio a Parigi dal Re  Filippo il Bello e poco dopo in Gran Bretagna dal Re  Eduardo I.
Il 23 gennaio 1292 sono ad Avignone dove, il papa, ricevuta l'ambasceria alti elogi dei missionari del Re Aitone, li raccomanda al re di Francia  Filippo il Bello che incontreranno il 25 maggio a Parigi. In Gran Bretagna, dove sono conservati i documenti pontifici e la lettera del re Aitone II al re inglese  Edoardo I, arriveranno poco dopo.
Tornò in italia nel 1295 per difendere i clareni davanti al ministro generale dell'ordine Giovanni da Morrovalle e nel 1307 per chiedere aiuti per la missione in Cina di Giovanni da Montecorvino.
Passato per Tabriz in Persia dove in quegli anni vi giungerà anche frate Gentile da Matelica, nel 1320 si imbarcò per la Cina dal porto Ormuz insieme con i confratelli Giacomo da Padova, Pietro da Siena e il georgiano Demetrio da Tbilisi: il gruppo dovette però sbarcare a Salsette, dove i missionari furono accolti e ospitati presso una famiglia di nestoriani.
Convocati davanti al cadì di Thane, i francescani illustrarono la dottrina cristiana e attaccarono quella islamica: Tommaso e i suoi compagni vennero, per questo, assassinati da alcuni sicari.

## Culto
I corpi dei martiri vennero recuperati nel 1326 da Odorico da Pordenone e traslati a Quanzhou, in Cina. La testa di Tommaso fu poi trasferita a Tolentino.
Il culto di Tommaso e dei suoi compagni iniziò subito dopo la loro morte, ma fu solo nel 1894 che papa Leone XIII confermò il culto come beato a Tommaso.
Il beato Tommaso è stato patrono secondario della diocesi di Tolentino.
Il suo elogio si legge nel Martirologio romano al 9 aprile.